# Naomi Layzell
Naomi Layzell (Gloucester, 29 febbraio 2004) è una calciatrice inglese, difensore del Manchester City e della nazionale inglese under 23.

## Carriera

### Club
Il 7 ottobre 2020 esordisce con il Bristol City in un incontro di FA Women's League Cup contro il London Bees, mentre il 7 novembre debutta in campionato contro il Manchester City.
Il 19 agosto 2024 viene ingaggiata proprio dal Manchester City, con cui firma un contratto quadriennale fino all'estate del 2028; sceglie di indossare la maglia numero 3. Il 9 ottobre 2024 segna la sua prima rete con il club, nella vittoria di Champions League contro il Barcellona, partita d'esordio nella competizione per Layzell.

## Statistiche

### Presenze e reti nei club
Statistiche aggiornate al 20 aprile 2025.
| Stagione           | Squadra            | Campionato         | Campionato | Campionato | Coppe nazionali | Coppe nazionali | Coppe nazionali | Coppe continentali | Coppe continentali | Coppe continentali | Altre coppe | Altre coppe | Altre coppe | Totale | Totale |
| Stagione           | Squadra            | Comp               | Pres       | Reti       | Comp            | Pres            | Reti            | Comp               | Pres               | Reti               | Comp        | Pres        | Reti        | Pres   | Reti   |
| ------------------ | ------------------ | ------------------ | ---------- | ---------- | --------------- | --------------- | --------------- | ------------------ | ------------------ | ------------------ | ----------- | ----------- | ----------- | ------ | ------ |
| 2020-2021          | Bristol City       | WSL                | 7          | 0          | FACup+CdL       | 1+4             | 0+0             | -                  | -                  | -                  | -           | -           | -           | 12     | 0      |
| 2021-2022          | Bristol City       | WC                 | 17         | 0          | FACup+CdL       | 2+3             | 0+0             | -                  | -                  | -                  | -           | -           | -           | 22     | 0      |
| 2022-2023          | Bristol City       | WC                 | 20         | 0          | FACup+CdL       | 3+4             | 0+0             | -                  | -                  | -                  | -           | -           | -           | 27     | 0      |
| 2023-2024          | Bristol City       | WSL                | 16         | 0          | FACup+CdL       | 1+2             | 0+0             | -                  | -                  | -                  | -           | -           | -           | 19     | 0      |
| Totale Aston Villa | Totale Aston Villa | Totale Aston Villa | 60         | 0          |                 | 20              | 0               |                    | 0                  | 0                  |             | 0           | 0           | 80     | 0      |
| 2024-2025          | Manchester City    | WSL                | 6          | 0          | FACup+CdL       | 3+1             | 0+0             | UWCL               | 4                  | 1                  | -           | -           | -           | 14     | 1      |
| Totale carriera    | Totale carriera    | Totale carriera    | 66         | 0          |                 | 24              | 0               |                    | 4                  | 1                  |             | 0           | 0           | 94     | 1      |

## Palmarès
- Women's Championship: 1

Bristol City: 2022-2023